# Blues (album av Rolf Wikström)
Blues är den svenske bluesmusikern Rolf Wikströms nittonde studioalbum, utgivet på skivbolaget MNW 2003.

## Låtlista
Alla låtar är skrivna av Rolf Wikström.
1. "Har kommit för långt
2. "Du säjer du ska lämna mej"
3. "Lyckan kommer, lyckan går"
4. "Kallnat kaffe"
5. "Sverige, åh mitt Sverige (Shelter)"
6. "Jag ska berätta för min mamma"
7. "Nere i skiten"
8. "Måste hitta min tjej i kväll"
9. "Som jag älskar dej"
10. "Du är så förändrad nu"
11. "Sverige, åh mitt Sverige (New Orleans)"
12. "Bidar min tid"

## Medverkande
- Tommy Cassemar – bas
- Thomas Hammarlund – gitarr
- Micke Johansson – trummor
- Erik Mossnelid – orgel
- Magnus Thorell – trumpet
- Rolf Wikström – sång, gitarr
- Dave Wilczewski – tenorsaxofon

### Fotnoter
1. 1 2  ”Blues”. Svensk mediedatabas. http://smdb.kb.se/catalog/search?q=Rolf+Wikstr%C3%B6m+typ%3Afonogram&sort=OLDEST. Läst 9 januari 2013.